# 福興
福興（ふくこう、女真音：フシン、? - 貞祐3年5月2日（1215年5月31日））は、金の官僚。金の国姓である女真完顔部の出身。太祖阿骨打の弟の鄆王吾都補（完顔昂）の孫で、完顔鄭家奴の子。漢名は承暉。字は維明。

## 生涯
金の宗室出身として生まれた福興は、その毛並みのよさから、若い頃から官界に進んで、世宗に仕えて経歴を積んだ。
世宗の孫の麻達葛が皇太孫に定められると、その侍正に選ばれた。章宗（麻達葛）の即位後、側近に登用されて兵部侍郎兼右補闕の要職に進み、さらに章宗の制度改革で提刑司が新設されると東京咸平等路提刑副使となり、以後地方官を歴任した。
のちに召還されて中央政府に戻ると刑部尚書に就任、知審官院を兼ね、さらに知大興府事（金の首都中都大興府（現在の北京）の長官）に転じたが、再び地方官に移り、山東路統軍使として南宋との戦争の最前線を指揮した。福興は学を好み、しばしば不条理に対する批判を皇帝に直言する剛直な性格であった。
泰和6年（1206年）に章宗の命で、皇叔である衛王果繩（衛紹王）を正使、福興を副使として、モンゴル高原にいるチンギス・カンの下へ使者として赴いた。ところがチンギス・カンは衛王を愚鈍と馬鹿にして、むしろ鋭い面構えを持っている福興に好意を示して対応したという。
泰和8年（1208年）、衛紹王が皇帝に即位すると、中央政府に戻って御史大夫・参知政事を歴任した。大安3年（1211年）、チンギス・カン率いるモンゴル帝国軍が金に侵攻して来ると尚書左丞に任ぜられ、同族の参知政事完顔胡沙と共に防衛に当たったが、敗れて解任された。貞祐元年（1213年）、衛紹王が廃され、宣宗が即位すると再任されて尚書右丞に任ぜられ、衛紹王を殺した胡沙虎が誅されると平章政事兼都元帥に昇進して対モンゴルの全権を委ねられた。この間、家族を残して来た滄州が落城し、後妻と末子らをまとめて失う。
貞祐2年（1214年）、モンゴル軍は中都に迫るが、福興は和議を提案し、反対派を押し切って歳貢の支払いや皇女の降嫁など、全面降伏に近い内容を含む和平を取りまとめた。和平成立後、宣宗が中都を捨てて開封に遷都する（貞祐の南遷）とこれに反対したが容れられず、自らは右丞相兼都元帥の肩書きを帯びて中都に留まった。
モンゴル軍は宣宗の遷都を和平違反として咎め、金への再度の遠征を開始した。福興は中都の官民を激励して抵抗を指揮したが、中都はモンゴルの大軍の包囲に曝され、疫病が蔓延し、さらには難民が殺到して人口過剰になったこともあり、過酷な食糧不足に陥った。また開封からの食糧護送隊が派遣されても、その途中でモンゴル軍に壊滅され奪われる始末だったという。貞祐3年（1215年）5月、陥落を目前に部下の命を救うため、降伏を許可し、自身は服毒自決して、中都は落城した。チンギス・カンは、優秀な福興の死を惜しみ、手厚く埋葬したという。
宣宗はその死を大いに悼み、開府儀同三司・太尉・尚書令・広平郡王を追贈し、忠粛王と諡した。また、福興の嫡子を広平郡王に世襲させて、要職に就けたという。